# Лора Геррієр
Ло́ра Ге́ррієр (англ. Laura Harrier; 28 березня 1990) — американська акторка та модель, відома за роль Дестені Еванс у перезапуску мильної опери Одне життя, щоб жити. У 2016 отримала роль Ліз Аллен у супергеройському фільмі «Людина-павук: Повернення додому». Як модель, Геррієр працювала з такими компаніями, як «American Eagle», «L'Oréal» і «Target», а також з'являлась на сторінках журналів «Cosmopolitan», «Elle» та «Glamour».
З 2004 по 2008, Геррієр відвідувала середню школу міста Еванстон у штаті Іллінойс.

## Фільмографія

### Фільми
| Рік  |    | Українська назва                | Оригінальна назва       | Роль                   |
| ---- | -- | ------------------------------- | ----------------------- | ---------------------- |
| 2014 | ф  | Останні п'ять років             | The Last Five Years     |                        |
| 2015 | ф  | Сміливість сказати правду       | Fourth Man Out          | Дороті Куда            |
| 2016 | кф |                                 | The Realest Real        | Еббі                   |
| 2017 | ф  | Людина-павук: Повернення додому | Spider-Man: Homecoming  | Ліз Аллен              |
| 2018 | ф  | Чорний куклукскланівець         | BlacKkKlansman          | Патрисія               |
| 2019 | ф  |                                 | Balance, Not Symmetry   | Кейтлін Уокер          |
| 2021 | ф  |                                 | The Starling            | Шеррі                  |
| 2021 | ф  | Фінч                            | Finch                   | Лінда (видалена сцена) |
| 2021 | ф  | Людина-павук: Додому шляху нема | Spider-Man: No Way Home | Ліз Аллен (камео)      |
| 2023 | ф  | Білі люди не вміють стрибати    | White Men Can't Jump    | Тетяна                 |
| 2026 | ф  | Майкл                           | Michael                 | Сюзанна де Пасс        |

### Телебачення
| Рік       |    | Українська назва          | Оригінальна назва | Роль                          |
| --------- | -- | ------------------------- | ----------------- | ----------------------------- |
| 2013—2013 | с  | Одне життя, щоб жити      | One Life to Live  | Дестені Еванс                 |
| 2014—2014 | с  | Пам'ятати все             | Unforgettable     | Ембер                         |
| 2014      | тф | Гелінтайн                 | Galyntine         | Вайлі                         |
| 2018      | тф | 451 градус за Фаренгейтом | Fahrenheit 451    | Міллі Монтег (видалена сцена) |
| 2020      | с  | Голлівуд                  | Hollywood         | Каміла Вашингтон              |
| 2021      | с  | Дзвінки                   | Calls             | Лейла                         |
| 2022      | с  |                           | Mike              | Робін Гівенс                  |